# Colonia Tovar
Colonia Tovar è una città del Venezuela nello Stato di Aragua. Il paese è situato a 63 km da Caracas.
Colonia Tovar è stata fondata nel 1843 da coloni tedeschi provenienti dal Granducato di Baden per incarico dato al geografo italiano Agostino Codazzi. Tra i maggiori finanziatori della spedizione vi fu l'industriale Martin Tovar, che diede nome all'insediamento.
La città è rimasta isolata dal resto del paese per decenni, permettendo agli abitanti di mantenere la propria cultura e le proprie tradizioni. La maggior parte dei residenti discende dai coloni tedeschi, infatti si parlava un dialetto tedesco che, fuso con lo spagnolo, ha dato origine all'Alemán Coloniero ormai quasi scomparso. La lingua spagnola fu introdotta solo intorno al 1940 e una strada asfaltata fu costruita solo nel 1963.
La città è conosciuta per i caratteristici edifici in stile tedesco e un dessert chiamato "golfio", che è molto simile a un panino alla cannella.
Oggi Colonia Tovar è una cittadina che fonda il suo benessere sulla vendita di beni alimentari e manufatti.